# Challenger Banque Nationale de Granby 2008
Il Challenger Banque Nationale de Granby 2008 è stato un torneo di tennis facente parte della categoria ATP Challenger Series nell'ambito dell'ATP Challenger Series 2008. Il torneo si è giocato a Granby in Canada dal 7 al 13 luglio 2008 su campi in cemento e aveva un montepremi di $50 000.

## Vincitori

### Singolare
Alex Bogdanović ha battuto in finale  Danai Udomchoke con il punteggio di 7–6(14), 3–6, 7–6(6).

### Doppio
Philip Bester /  Peter Polansky hanno battuto in finale  Alberto Francis /  Nicholas Monroe con il punteggio di 2–6, 6–1, [10-5].